# Per Engdahl
Per Claes Sven Edvard Engdahl (* 25. Februar 1909 in Jönköping; † 4. Mai 1994 in Malmö) war ein schwedischer Korporativist und Gründer der rechtsextremen Europäischen Sozialen Bewegung und der Nysvenska Rörelsen.
Im Jahr 1941 schrieb er in Klockan närmar sig tolv („Es ist kurz vor Zwölf“): „Deutschland ist heute ein Garant für Ordnung, Arbeit und Kultur in Europa.“ Am 23. April 1944 sagte Engdahl: Vi kunna idag endast hylla Adolf Hitler som den av Gud sände till Europas räddning. („Wir können heute Adolf Hitler als einen von Gott gesandten Retter für Europa feiern.“)
Nach dem Zweiten Weltkrieg änderte Engdahl seine Ansichten und distanzierte sich vom Antisemitismus. Jedoch schrieb er noch 1953 in der rechtsextremen Nation und Europa. Sein Name tauchte im Zusammenhang mit IKEA-Gründer Ingvar Kamprad auf, als es 1994 zur Aufdeckung der Mitgliedschaft von Kamprad im Nysvenska Rörelsen kam. Kamprad machte aus seiner „Bewunderung“ Engdahls keinen Hehl. Allerdings schrieb Ingvar Kamprad nach Bekanntwerden der Verbindung in den 1990er Jahren seinen Mitarbeitern, dass dies ein Teil seines Lebens ist, welchen er bereue.